# ميكي مارفن
ميكي مارفن (بالإنجليزية: Mickey Marvin)‏ هو لاعب كرة قدم أمريكية أمريكي، ولد في 5 أكتوبر 1955 في هينديرسونفيل في الولايات المتحدة، وتوفي في 6 مارس 2017 بسبب تصلب جانبي ضموري.

## وصلات خارجية
- ميكي مارفن على موقع IMDb (الإنجليزية)